# ناوچه کلاس کاندل
ناوچه کلاس کاندل (به انگلیسی: Condell-class frigate) یک کلاس از کشتی است که طول آن ۱۱۳ متر (۳۷۱ فوت) می‌باشد.